# 紀元前230年代
紀元前230年代（きげんぜんにひゃくさんじゅうねんだい）は、西暦による紀元前239年から紀元前230年までの10年間を指す十年紀。

## できごと

### 紀元前230年
- 韓滅ぶ。

## 誕生
- 紀元前238年 - ピリッポス5世、マケドニア王（+ 紀元前179年）
- 紀元前232年 - 項羽(項羽)、楚の武将（+ 紀元前202年）

## 死去
- 紀元前239年 - アンティゴノス2世、マケドニア王（* 紀元前319年）
- 紀元前233年 - 韓非、中国の思想家（* 紀元前280年）
- 紀元前232年頃 - アショーカ王、インド（マウリア朝の王（* 紀元前268年頃）